# Arthur Cohn (Rabbiner)

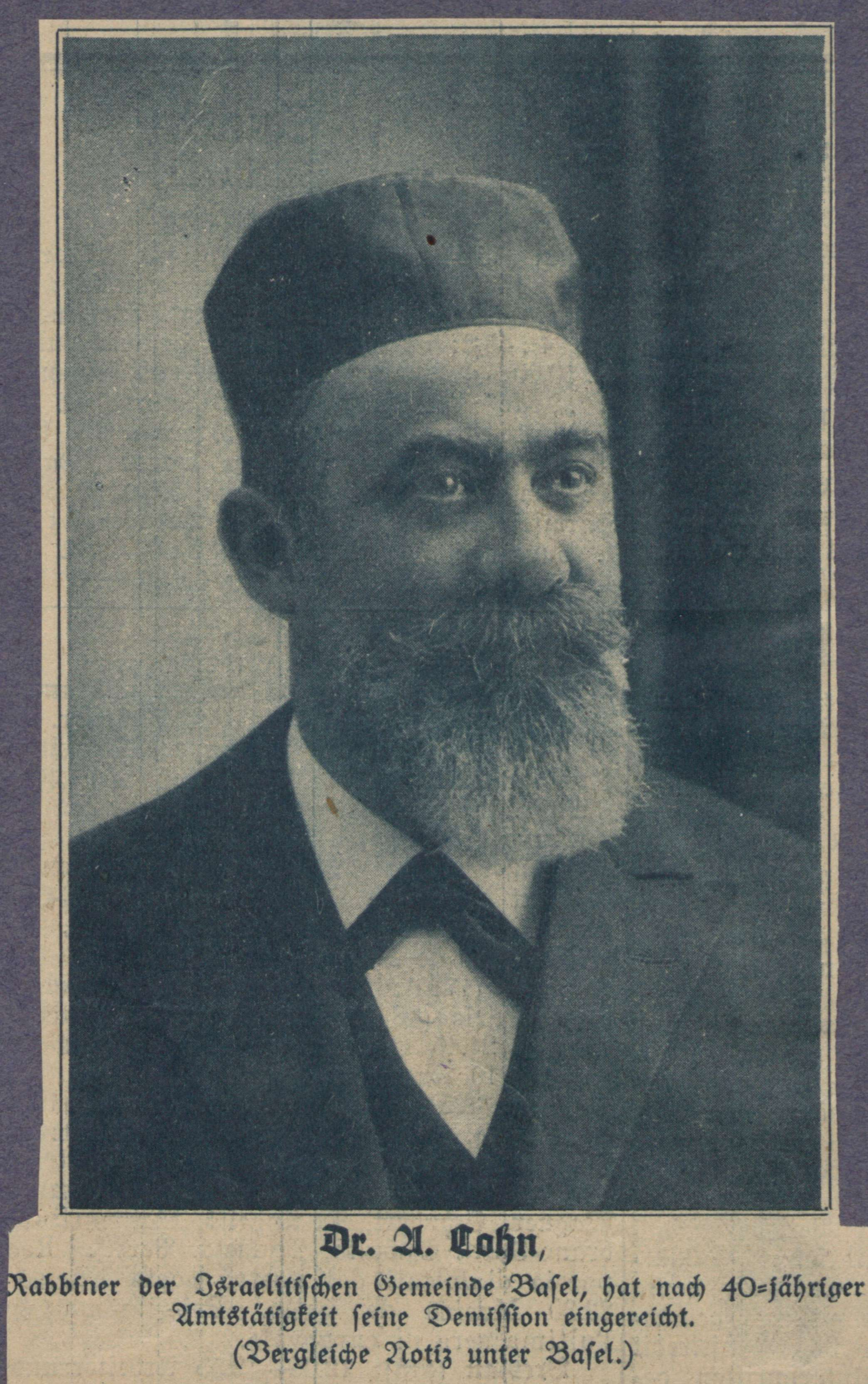
Arthur Cohn (etwa 1925)

Arthur Cohn (geboren im Februar 1862 in Flatow, Preussen; gestorben am 19. März 1926 in Basel) war ein deutsch-schweizerischer Rabbiner.

## Leben
Arthur Cohn wurde 1862 im westpreussischen Flatow als Sohn des dortigen Rabbiners geboren. Seine rabbinische Ausbildung erhielt er am Berliner Rabbinerseminar bei Esriel Hildesheimer. Daneben studierte er an der Universität Berlin Geschichte und Philologie und promovierte bei Theodor Mommsen. Der junge "Doktorrabbiner" entsprach damit dem Ethos des neoorthodoxen Bildungsideals Berliner Prägung.
Er war von 1885 bis zu seinem Lebensende orthodoxer, erster vollamtlicher und mehrfach im Amt bestätigter Rabbiner der Israelitischen Gemeinde Basel; bis dahin wurde deren Rabbinat durch die Rabbiner von Hégenheim ausgeübt. Cohn arbeitete zusätzlich in vielen weiteren Schweizer Gemeinden und war als wichtiger Figur für den orthodoxen Judentum bekannt. Zahlreiche Postkarten bezeugen sein Stellenwert in den Gemeinden. Zirka 400 dieser Postkarten sind heute in der Sammlung des Jüdischen Museums der Schweiz und geben Einblicke zu alltägliche Fragen von Juden in der Schweiz am Anfang des 20. Jahrhunderts.

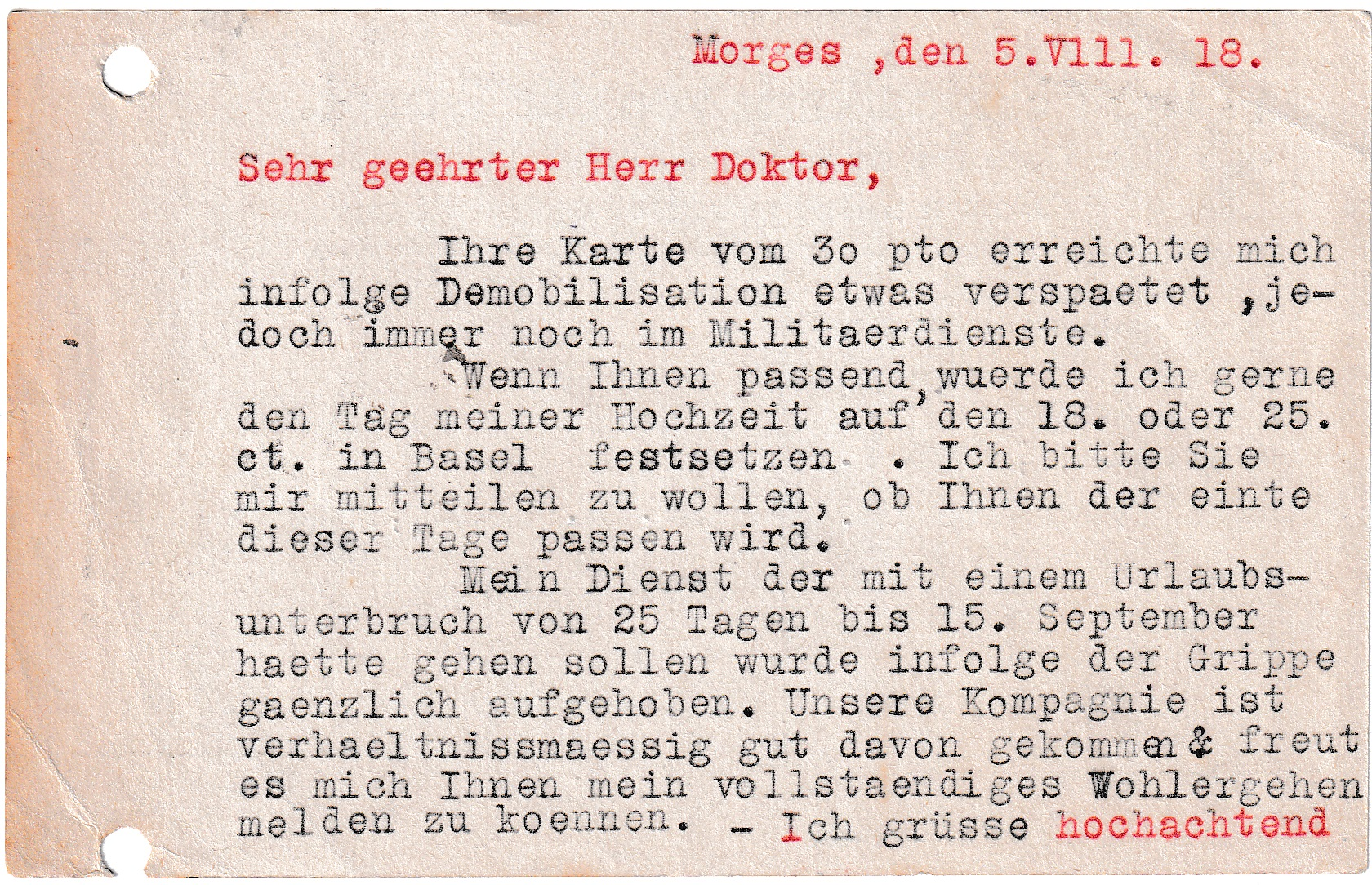
Postkarte von Gaston Levaillant an Rabbiner Cohn, 1918, mit Festlegung eines Hochzeitstermins. Heute in der Sammlung des Jüdischen Museums der Schweiz.

Beim ersten Zionistenkongress 1897 hielt er eine mit starkem Beifall aufgenommene kurze Ansprache, in der er eine offizielle Erklärung über das Verhältnis des Zionismus zur Religion forderte und die Hoffnung zum Ausdruck brachte, "dass das nationale Judentum das Tor zum religiösen Judentum sein werde" (Protokoll, Ausgabe 1911, 215). Dies führte dann zu Herzls öffentlicher Erklärung, "der Zionismus beabsichtige nichts, was die religiöse Überzeugung irgendeiner Richtung innerhalb des Judentums verletzen könnte".
Cohn unterstützte den Zionismus anfänglich. Spätestens mit dem 1911 tagenden zehnten Zionistenkongress sah er allerdings die Vereinbarkeit von Zionismus und religiösem Judentum als nicht mehr gegeben an und erkannte einen "radikalen, von Rücksichtnahme auf orthodoxe Ansichten nicht berührten Nationalismus".
Arthur Cohn war der Grossvater des Filmproduzenten Arthur Cohn.

## Schriften
- Von Israels Lehre und Leben, 1928; Neuauflage 2018 (Auswahl von Predigten, Reden und Aufsätzen)